# Разгонское муниципальное образование
Разгонское муниципальное образование — муниципальное образование со статусом сельского поселения в 
Тайшетском районе Иркутской области России. Административный центр — поселок Разгон.

## Демография
По результатам Всероссийской переписи населения 2010 года 
численность населения муниципального образования составила 605 человек, в том числе 295 мужчин и 310 женщин.

## Населённые пункты
В состав муниципального образования входят населённые пункты
- Разгон
- Облепиха